# 2025 год в авиации
Список событий в авиации в 2025 году.

## События
- 28 января — гражданский авиалайнер Boom XB-1[англ.] американской компании Boom Supersonic совершил первый успешный сверхзвуковой полёт[1].
- 3 февраля — ITA Airways начинает процесс интеграции в группу Lufthansa и выходит из альянса SkyTeam[2].
- 10—14 февраля — проведение авиасалона Aero India Airshow Бангалоре, Индия[3][4].
- 20 марта — рядом с Международным аэропортом Хитроу загорелась электрическая подстанция, что привело к закрытию аэропорта. Пожар продолжался около суток и нарушил международные перевозки[5].
- 28 марта — Международный аэропорт Мандалай и Международный аэропорт Нейпьидо сильно пострадали от сильного землетрясения в Мьянме[6].
- 28 апреля — сотни рейсов были задержаны и отменены после отключения электроэнергии на Пиренейском полуострове[7].
- 21 мая — гиперзвуковой самолет Quarterhorse совершил первый полёт.[8]
- 28 июня — Китайское управление гражданской авиации (CAAC) ввело запрет на провоз в ручной клади пауэрбанков без чёткой маркировки сертификации 3C на всех внутренних рейсах[9].
- 18—20 июля — Royal International Air Tattoo в Фэйфорде, Великобритания[10].

- 21—27 июля — проведение Авиашоу Ошкош в Висконсине (США)[11].
- 22 — 27 июля — онлайн-выставка eMAKS, которая проводится вместо авиасалона МАКС[12].
- 28 июля — масштабный сбой в информационной системе «Аэрофлота» из-за кибератаки привёл к отменам и задержкам рейсов[13].

## Ожидаемые события

### Без даты
- Самый большой электрический самолёт Heart X1 совершит первый экспериментальный полёт[14].

## Аварии и катастрофы
| Дата       | Воздушное судно                | Принадлежность                         | Место катастрофы                           | Погибли            | Выжили                       | Описание |
| ---------- | ------------------------------ | -------------------------------------- | ------------------------------------------ | ------------------ | ---------------------------- | --- |
| 3 января   | Van's RV-10                    | Частное лицо                           | Муниципальный аэропорт Фуллертона          | 2                  | 0 (+19 на земле пострадали)  | Разбился при взлёте. |
| 7 января   | Cessna 208 Caravan             | Swan River Seaplanes                   | остров Роттнест,Западная Австралия         | 3                  | 4                            | Гидросамолёт Cessna 208 Caravan потерпел крушение во время взлёта с острова Роттнест в Западной Австралии.                                                                                                |
| 28 января  | Airbus A321                    | Air Busan                              | Пусан                                      | 0                  | 176                          | Airbus A321 загорелся в Международном аэропорту Пусана (Южная Корея). Все 176 человек, находившихся на борту, благополучно эвакуировались, семеро получили незначительные травмы                          |
| 29 января  | F-35                           | ВВС США                                | Аляска                                     | 0                  | 1                            | На Аляске разбился американский истребитель пятого поколения F-35. Пилот катапультировался. |
| 29 января  | Beechcraft 1900D               | Light Air Services                     | нефтяное месторождение Юнити               | 20                 | 1                            | Разбился при взлёте. |
| 29 января  | Bombardier CRJ700              | American Airlines                      | Аэропорт имени Рональда Рейгана, Вашингтон | 64                 | 0                            | Столкновение воздушных судов при подходе авиалайнера на посадку. |
| 29 января  | Sikorsky H-60 Black Hawk       | Армия США                              | Аэропорт имени Рональда Рейгана, Вашингтон | 3                  | 0                            | Столкновение воздушных судов при подходе авиалайнера на посадку. |
| 31 января  | Bombardier Learjet 55          | Jet Rescue Air Ambulance               | северо-восток Филадельфии                  | 6 (+1 на земле)    | 0 (+19 на земле пострадали)  | При наборе высоты, самолет вошёл в пике, врезался в землю. Самолёт выполнял санитарный рейс из аэропорта Северо-Восточной Филадельфии и направлялся в аэропорт Спрингфилд-Брэнсон в Спрингфилд (Миссури). |
| 6 февраля  | Tecnam P2002 Sierra            | Аэро Регион Тренинг                    | район аэродрома Мячково                    | 2                  | 0                            | Самолёт потерпел крушение во время учебно-тренеровочного полёта. |
| 6 февраля  | Cessna 208 Grand Caravan       | Bering Air                             | Нортон-Саунд, Аляска                       | 10                 | 0                            | Пропал над Аляской. Обломки найдены 8 февраля. |
| 7 февраля  | Beechcraft King Air F90        | Частное лицо                           | Сан-Паулу                                  | 2                  | 0 (+6 на земле пострадали)   | Самолёт упал на шоссе в городе Сан-Паулу. |
| 11 февраля | Learjet 35A                    | Винс Нил                               | муниципальный аэропорт Скотсдейл, Аризона  | 1                  | 2                            | Во время посадки самолёт выкатился за пределы ВПП столкнувшись с припаркованным самолётом Gulfstream 200. Самолёт принадлежал вокалисту глэм-метал группы Mötley Crüe Винсу Нилу. Пилот погиб.            |
| 17 февраля | Bombardier CRJ900              | Delta Connection                       | Торонто                                    | 0                  | 80                           | Bombardier CRJ900 совершил жёсткую посадку, перевернулся и загорелся в аэропорту Торонто (Канада). Все 80 человек на борту выжили, 18 получили ранения.                                                   |
| 20 февраля | Van's RV-7                     | Частное лицо                           | Новоликеево,Нижегородская область          | 2                  | 0                            | Самолёт разбился при совершении жёсткой посадки. |
| 25 февраля | Ан-26                          | ВВС Судана                             | Омдурман                                   | 46+15 на земле     | 0                            | Ан-26 ВВС Судана врезался в жилой район города вскоре после взлёта. На земле пострадали 10 человек. |
| 17 марта   | British Aerospace Jetstream 32 | Aerolínea Lanhsa                       | Роатан                                     | 13                 | 5                            | Выкатился за пределы ВПП и упал в море. |
| 11 апреля  | Bell 206L-4 LongRanger IV      | Meridian Helicopters                   | Хобокен, река Гудзон                       | 6                  | 0                            | Во время совершения экскурсионного рейса над Нью-Йорком у вертолёта оторвались лопасти. Вертолёт упал в реку Гудзон в районе города Хобокен соседнего штата Нью-Джерси.                                   |
| 11 апреля  | Cessna 310                     | Частное лицо                           | Аэропорт Бока-Ратон, Флорида               | 3                  | 0 (+1 на земле пострадал)    | Сразу после взлёта пилот сообщил о неисправности управления. В процессе попыток стабилизировать полёт, самолёт рухнул на железнодорожный путь.                                                            |
| 17 апреля  | Cessna 208 Grand Caravan       | Tropic Air                             | Белиз                                      | 1                  | 15                           | Американец попытался захватить самолёт, ранил троих человек ножом и был застрелен другим пассажиром. |
| 25 апреля  | Viking DHC-6-400 Twin Otter    | Полиция Таиланда                       | Ча-Ам                                      | 6                  | 0                            | Упал сразу после взлёта из-за технической неисправности. |
| 7 мая      | Piper PA-31T Cheyenne II       | Coastline                              | Куракави                                   | 6                  | 0                            | Медицинский борт. Разбился в горах. |
| 8 мая      | Bell 407                       | AeroTrans Services Pvt Ltd             | Уттаракханд                                | 6                  | 1                            | Упал в ущелье. |
| 17 мая     | Robinson R44                   | Eleon RND                              | Эура                                       | 3                  | 0                            | Столкнулись в воздухе. |
| 17 мая     | Robinson R44                   | NOBE OÜ                                | Эура                                       | 2                  | 0                            | Столкнулись в воздухе. |
| 22 мая     | Cessna S550 Citation S/II      | Daviator LLC                           | Сан-Диего                                  | 6                  | 0                            | Упал на жилые дома. |
| 12 июня    | Boeing 787                     | Air India                              | Ахмадабад                                  | 241 (+19 на земле) | 1                            | Сразу после взлёта упал на здание общежития. На борту находились 242 человека. |
| 27 июня    | Boeing 737-800                 | UTair                                  | Сочи                                       | 0                  | 162                          | Задел крылом хвостовую часть самолёта Nordstar. |
| 27 июня    | Boeing 737-800                 | Nordstar                               | Сочи                                       | 0                  | 162                          | Получил повреждения хвостовой части. |
| 29 июня    | Cessna 441                     | Meander air                            | Огайо                                      | 6                  | 0                            | Через минуту после взлёта, самолёт с левым креном начал снижаться и столкнулся с жилым домом в Хауленде, Огайо, США.                                                                                      |
| 2 июля     | Ми-28                          | Миротворческие силы Африканского союза | Могадишо                                   | 5                  | 3                            | Вертолёт совершил аварийную посадку в международном аэропорту Могадишо непосредственно перед приземлением.                                                                                                |
| 13 июля    | Beechcraft B200 Super King Air | Zeusch Aviation                        | Лондон                                     | 4                  | 0                            | Разбился сразу после взлёта из лондонского аэропорта Саутенд. |
| 14 июля    | Ми-8                           | Конверс Авиа                           | Хабаровский край                           | 5                  | 0                            | Разбился в горах. |
| 21 июля    | F-7BGI                         | ВВС Бангладеш                          | Дакка                                      | 1 (+34 на земле)   | 0 (+173 пострадали на земле) | Рухнул на здание колледжа. |
| 24 июля    | Ан-24                          | Ангара                                 | Тында                                      | 48                 | 0                            | При посадке в аэропорт Тында, ушёл на второй круг и пропал с экрана радаров |
| 6 августа  | Z-9                            | ВВС Ганы                               | Ашанти                                     | 8                  | 0                            | Врезался в гору. Погибли министр обороны Ганы Эдвард Оман Боама и министр окружающей среды, науки, технологий и инноваций Ибрагим Муртала Мухаммед.                                                       |